# فوتبال سربسته
فوتبال با حجاب (به آلمانی: Football Under Cover) یک فیلم مستند ورزشی-اجتماعی و محصول سال ۲۰۰۸ آلمان و ایران و به کارگردانی داوید آسمن و آیت نجفی است. این فیلم داستان تلاش مارلنه آسمن آلمانی و آیت نجفی ایرانی را دنبال می‌کند که سعی می‌کنند مسابقهٔ فوتبالی بین دو تیم ب. س. و ال-درزیمزپور آسمن و تیم ملی فوتبال زنان ایران برگزار کنند.

## دربارهٔ فیلم
«فوتبال با حجاب»، ساختهٔ داوید آسمن و آیت نجفی، دو فیلمساز مقیم آلمان است. آن‌ها در این فیلم با دختران فوتبالیست یک باشگاه آلمانی به تهران سفر می‌کنند تا با دختران فوتبالیست ایرانی و نوع فوتبال آن‌ها آشنا شوند. در این فیلم علاوه‌بر مسابقهٔ فوتبال مورد نظر، تفاوت‌های فرهنگی و وضعیت فوتبال زنان در ایران در قیاس با کشوری مثل آلمان از نگاه دوربین مورد توجه قرار می‌گیرد.
فیلم ایرانی–آلمانی «فوتبال با حجاب» در سال ۲۰۰۶ ساخته شده و سرمایه‌گذار آن یک شرکت آلمانی است. تیم آلمانی برای شرکت در این مسابقه می‌پذیرند مسابقه را بر اساس قوانین ایران با حجاب برگزار کنند. این مسابقه که در ورزشگاه آرارات تهران برگزار شد اولین مسابقهٔ فوتبال زنان در فضای باز برای دختران ایرانی پس از انقلاب ۱۳۵۷ ایران در ایران بود. فوتبالیست‌های آلمانی که بازیکن مسلمان هم در بین آن‌هاست، در سفر به ایران متوجه مقررات پیچیده‌ای می‌شوند که بر فوتبال زنان در ایران حاکم است؛ در حین مسابقه، رعایت حجاب اسلامی و پرهیز از رقصیدن و حرکات دیگر، مدام از طریق بلندگو به زنان در جایگاه تماشاگران یادآوری می‌شود.
قرار بود این بازی یک سال بعد مسابقهٔ برگشتی هم داشته باشد ولی بازی برگشت این دو تیم در آلمان چند شب پیش از بازی از سوی مقامات دولتی ایران لغو شد.

## نگاه کارگردان
کارگردان فیلم در مورد دلیل ساختن چنین فیلمی می‌گوید:
جذابیت فوتبال زنان برای من در تجاری‌نبودن، تازه‌بودن و در ایران سرپوشیده‌بودن آن است. این آغاز راه بود: سربازکردن یک داستان نهفته. جذابیت تصویر فوتبال زنان در ایران، در دسترس نبودن آن است؛ چیزی که هست اما گویا قرار نبوده باشد. ساختن این فیلم برای من همچون رازگشایی داستانی از چخوف بود: رویداد جای دیگریست؛ بیرون از کادر، پشت دیوار، پنهان، محجب، سر بسته و مخفی.
همیشه نخستین پرسش من هنگام فیلم‌سازی این‌ست که دوربین را کجا بگذارم و از کدام زاویه به داستان بنگرم. در این فیلم پرسش این بود که کجا می‌توانم دوربینم را بگذارم و آیا اساساً اجازه دارم که به این داستان نگاه کنم. این چالش نویسندهٔ داستان این فیلم شد و نسبت من/ما با این چالش زاویهٔ نگاه دوربینمان.

جذابیت فوتبال زنان در تصویری‌ست که زنان فوتبالیست خلق می‌کنند: زیبا، مهیج، هماهنگ، بی‌باک و بی‌مرز. این تصویر دوربین ما را به حرکت در آورد و فیلم ساخته شد.

## بازخورد
این فیلم در جشنواره بین‌المللی فیلم برلین سال ۲۰۰۸ برندهٔ جایزهٔ تدی برای بهترین فیلم مستند و جایزهٔ تماشاگران تدی شد.
این فیلم همچنین موفق به دریافت جایزهٔ بهترین مستند بینافرهنگی در جشنوارهٔ محصولات رسانه‌ای پریکس اروپا در سال ۲۰۰۹ شده‌است.

## پی‌نوشت
1. ↑  Simon, “Football Undercover”, Variety.
2. ↑  «فوتبال با حجاب...»،  بی‌بی‌سی.
3. ↑  «فوتبال با حجاب...»،  بی‌بی‌سی.
4. ↑  «فوتبال با حجاب...»،  بی‌بی‌سی.
5. ↑  «فوتبال با حجاب...»،  بی‌بی‌سی.
6. ↑  Simon, “Football Undercover”, Variety.
7. ↑  «فوتبال با حجاب...»،  بی‌بی‌سی.